# مارتن أونيل

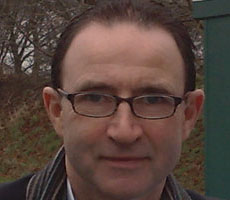
مارتن أونيل

مارتن هيو مايكل اونيل، لاعب كرة قدم أيرلندي شمالي سابق، ومدرب كرة قدم حالي، من موليد 1 مارس 1952 في كلرا في أيرلندا الشمالية ·
ابتداء من حياته في بلده الاصلي من أيرلندا الشمالية انتقل اونيل إلى انكلترا حيث امضى معضم حياته في اللعب مع نادي نوتنغهام فورست ولعب مع نادي مانشستر سيتي ونوريتش سيتي وفولهام الذي حصل على كاس ابطال الاندية الاوربية ودرب اونيل اندية ويكومبي وندررز، ليستر سيتي، نوريتش سيتي، سيلتيك، · وقد حصل مع سيلتيك ثلاث القاب للدوري ووصل لنهائي كاس الاتحاد الاوربي · وقد مثل منتخب أيرلندا الشماية الوطني وكان الكابتن في كاس العالم في إسبانيا عام 1982 عندما هزموا الدولة المضيفة في فالنسيا حقق الدوري الإنجليزي مرتان كلاعب ·

## وصلات خارجية
- مارتن أونيل على موقع الاتحاد الدولي (مؤرشف)  (الإنجليزية)
- مارتن أونيل على موقع الاتحاد الأوربي (الإنجليزية)
- مارتن أونيل على موقع قاعدة بيانات كرة القدم.إي يو (الإنجليزية)
- مارتن أونيل على موقع ناشيونال فوتبول تيمز (الإنجليزية)
- مارتن أونيل على موقع Soccerbase.com (مدرب) (الإنجليزية)